# Sant Iscle de Miravé
Sant Iscle de Miravé és una església de Pinell de Solsonès (Solsonès) inclosa a l'Inventari del Patrimoni Arquitectònic de Catalunya.

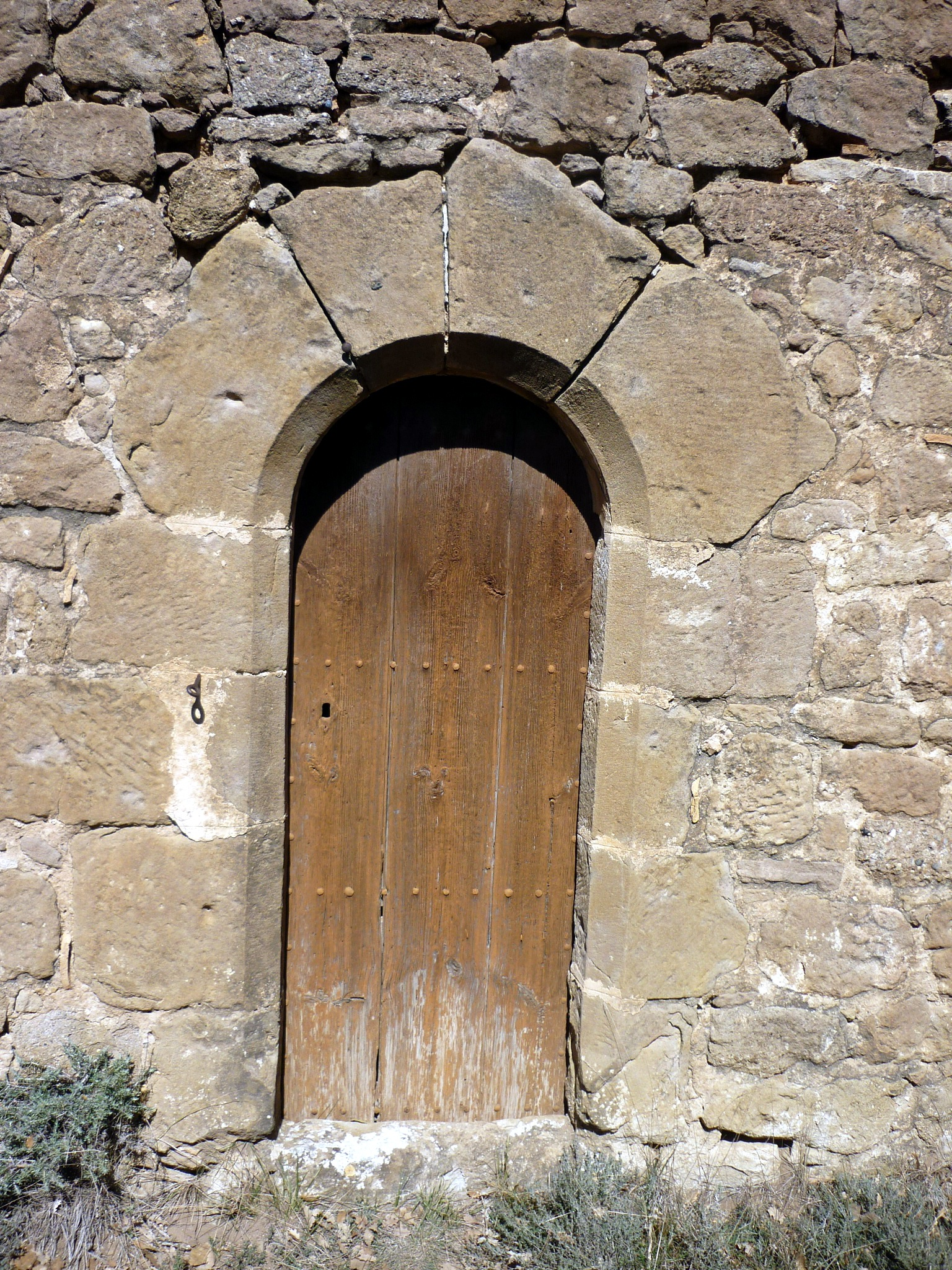
Portada

## Descripció
Església d'una sola nau, d'absis rodó (12,20 x 5,40 metres) amb arc presbiteral, orientada a l'est. A l'interior la volta de canó està enguixada. Malgrat que l'ermita és d'origen romànic, ha estat molt modificada posteriorment com la porta d'arc de mig punt adovellat i resseguida per un guardapols. Al frontis hi ha un òcul quadrilobulat i un campanar d'espadanya, que li falta la part superior i està decorat amb uns relleus de pilastres jòniques i unes volutes als costats. Els arquets cecs que decoren exteriorment l'absis també són fruit d'una remodelació.